# Cid Moreira
Pour les articles homonymes, voir Moreira.
Cid Moreira, né le 29 septembre 1927 à Taubaté et mort le 3 octobre 2024 à Petrópolis, est un présentateur et une voix de la télévision brésilienne. Du fait de son timbre de voix particulier, il a été le narrateur d'un certain nombre de documentaires et d'enregistrement audio.
Il a également présenté le JN, journal télévisé du soir de Rede Globo, de son lancement en 1969 à 1996, ce qui en fait l'un des présentateurs l'ayant présenté le plus longtemps.